# MMMBop
«MMMBop» es una canción compuesta e interpretada por los hermanos Hanson perteneciente a su álbum debut Middle of Nowhere (1998). Fue producido por el dúo de productores estadounidenses Dust Brothers. La canción fue un éxito inmediato, especialmente por ser un sencillo debut de una banda formada por niños al alcanzar el primer puesto en 27 países, incluyendo Estados Unidos, Reino Unido y Australia. En el Reino Unido la canción vendió 710 000 copias y se mantuvo en el primer puesto por 3 semanas. Fue votada como mejor canción del año en The Village Voice Pazz & Jop.
La canción fue nominada para dos premios Grammy en la 40.ª edición Anual de los Grammy Awards en febrero de 1998. MMMBop rankea el puesto 20 en VH1, en "Las 100 grandes canciones de los años 1990".

## Video musical
El vídeo fue realizado para promocionar la canción. Fue dirigido por Tamra Davis, quien también dirigió el segundo video musical de Hanson, "Where's the Love".

## Lista de canciones
CD sencillo
1. "MMMBop" (versión del álbum) – 4:01
2. "Man From Milwaukee" (Garage Mix) – 3:38
3. "MMMBop" (Dust Brothers Mix) – 4:28
4. "MMMBop" (Hex Mix) – 3:26
5. "MMMBop" (single version) – 4:01

12"
1. "MMMBop" (Berman Bros Radio Mix) – 3:17
2. "MMMBop" (The Soulful Mix) – 3:32
3. "MMMBop" (Hex's Pop Radio Mix) – 3:27
4. "MMMBop" (Dust Brothers Mix) – 4:28
5. "MMMBop" (Original Mix) – 3:58

## Posicionamiento en listas y certificaciones
| Lista (1997)                          | Mejor posición |
| ------------------------------------- | -------------- |
| Alemania (Offizielle Deutsche Charts) | 1              |
| Australia (ARIA)                      | 1              |
| Austria (Ö3 Austria Top 40)           | 1              |
| Bélgica (Flandes) (Ultratop 50)       | 1              |
| Bélgica (Valonia) (Ultratop 50)       | 4              |
| Canadá (Canadian Singles Chart        | 1              |
| España (AFYVE)                        | 15             |
| Estados Unidos (Billboard Hot 100)    | 1              |
| Estados Unidos (Adult Contemporary)   | 21             |
| Estados Unidos (Adult Top 40)         | 5              |
| Estados Unidos (Top 40 Mainstream)    | 1              |
| Europa (European Hot 100)             | 1              |
| Finlandia (OFC)                       | 4              |
| Francia (SNEP)                        | 4              |
| Irlanda (IRMA)                        | 1              |
| Italia (Italian Singles Chart)        | 6              |
| Noruega (VG-lista)                    | 2              |
| Nueva Zelanda (Recorded Music NZ)     | 1              |
| Países Bajos (Dutch Top 40)           | 2              |
| Reino Unido (UK Singles Chart)        | 1              |
| Suecia (Sverigetopplistan)            | 1              |
| Suiza (Schweizer Hitparade)           | 1              |

| País           | Organismo certificador | Certificación    | Ref.   |
| -------------- | ---------------------- | ---------------- | ------ |
| Alemania       | BVMI                   | Disco de Platino | [ 25 ] |
| Australia      | ARIA                   | Disco de Platino | [ 26 ] |
| Austria        | IFPI Austria           | Disco de Oro     | [ 27 ] |
| Estados Unidos | RIAA                   | Disco de Platino | [ 28 ] |
| Reino Unido    | BPI                    | Disco de Platino | [ 29 ] |
| Suiza          | IFPI Suiza             | Disco de Oro     | [ 30 ] |

## Sucesión en listas
| Anterior: «Hypnotize» de The Notorious B.I.G.                  | Billboard Hot 100 — Sencillo Nro 1 24 de mayo de 1997 — 7 de junio de 1997  | Siguiente: «I'll Be Missing You» de Puff Daddy con Faith Evans & 112 |
| Anterior: «I Want You» de Savage Garden                        | Top 40 Mainstream — Sencillo Nro 1 24 de mayo de 1997 — 12 de julio de 1997 | Siguiente: «Bitch» de Meredith Brooks                                |
| Anterior: «I Wanna Be the Only One» de Eternal con Bebe Winans | UK Singles Chart — Sencillo Nro 1 1 de junio de 1997 — 14 de junio de 1997  | Siguiente: «I'll Be Missing You» de Puff Daddy con Faith Evans & 112 |
| Anterior: «Truly Madly Deeply» de Savage Garden                | ARIA Charts — Sencillo Nro 1 1 de junio de 1997 — 27 de junio de 1997       | Siguiente: «I'll Be Missing You» de Puff Daddy con Faith Evans & 112 |
| Anterior: «Bailando» de Paradisio                              | Hitlistan — Sencillo Nro 1 6 de junio de 1997 — 13 de junio de 1997         | Siguiente: «Bailando» de Paradisio                                   |